# パニシング:グレイレイヴン
『パニシング:グレイレイヴン』（英: Punishing: Gray Raven、簡体字中国語: 战双帕弥什）は、KURO GAMESが開発・運営されるスマートフォン向けゲームアプリ。ジャンルはアクションロールプレイングゲーム。2019年12月5日に中華人民共和国にてサービスを開始し、日本国内では2020年12月4日よりサービスを開始。グローバルサービスインは2021年7月16日に行われた。基本プレイ無料（アイテム課金制）。

## あらすじ
近未来、人類は高度な情報社会を築いていたがある日、突如病原体である「パニシングウィルス」が蔓延する。ＡＩやインプラントを埋め込んでいた人間がこのウイルスに感染すると理性を失った「侵蝕体」と化してしまい、獣のようになってしまった。
宇宙へと退避する事を余儀なくされた生き残りの人類は、パニシングへの切り札として人工物の体躯に人間の「心」を宿す「構造体」を生み出した。主人公（プレイヤー）は人間の「指揮官」の一人として「構造体」を率い、「灰鴉小隊」(グレイレイヴン小隊)を編成して地球奪回の戦いに身を投じる。

## 用語
パニシングウイルス
人類初の零点エネルギーリアクターの真空チャンバーから出現した、極めて高密度の存在。技術者が本体のみを精製しようとしたが質量展開を繰り返した結果、チャンバーを破り漏洩爆発を起こし、大気中に放出されたことで全世界に蔓延した。
生物の体細胞を直接破壊でき、論理回路を操縦することにより機械体を侵蝕することもできる。侵蝕された個体は、人類意識や行為を表していようとも極めて強烈な破壊衝動が沸く。
構造体
特殊な素材を用いて人類の体躯を再構築し、「意識海」システムを通じて人としての思考・意識を再現した一種の改造人間。適合試験に合格した生身の人間の志願者が構造体化手術により構造体となる。その原理上、パニシング侵蝕に対して一定の抵抗力を持ち、パニシングに汚染された環境でも活動できる。
授格者
パニシングに侵蝕されてもなお自我を保つ構造体のこと。
昇格者
「昇格ネットワーク」を通じてある特殊能力を共有し、その能力によってパニシングに侵蝕されても自我を保ち、なおかつ強大な力を得ることができる者たちのこと。
代行者
昇格者の中でもより高次な存在。通常の昇格者よりも高い権限と大きな力を持ち、昇格ネットワークの「選別」を代行する。
機械体
アンドロイドの事。
ゲシュタルト
黄金時代に科学理事会が全世界の知能を集結して開発したスーパーAI。ゲシュタルトが構築した公共サービスのネットワークは人類生活の発展に多大な影響を与え、現在も空中庭園の最高管理AIとして人類に尽くしている。
パニシング赤潮
異合生物誕生の温床。機械と生物を呑み込み、エネルギーや養分に転換して大量の異合生物を発生させる。
異合生物
パニシングの赤潮から生まれた個体で、地球上の生物の進化過程を模倣したパニシングの一形態。
空中庭園
人類初の超光速宇宙移民艦として建造中だったが、パニシング爆発の後、建造を中止したうえで宇宙へ避難した人類のほとんどを収容した。現在この船は軌道ドックの中に停泊した状態で人類の拠点となっている。
オブリビオン
「グレート・エスケープ」の時期に見捨てられた者と、地球から離れたくない者が作り上げた軍事組織。空中庭園とは敵対関係にある。
機械教会
機械体で構成され、「セージ・マキナ」を核とする秘密組織。
九龍コーポレーション
黄金時代に東アジアの沿岸都市で設立された「九龍商会」を前身とする。完全に封鎖され独立した組織として地球にとどまり、構造体技術も人類が空中庭園に退避する前のレベルに留まっている。
アディレ商業連盟
中東をその起源とし、「走る城塞」と称される永久列車アジール号を拠点とする勢力。君主制を戴く組織であり、ユーラシア大陸全土をカバーする商業交易が主産業である。大陸の各勢力とも一定の繋がりを持つ。
北極航路連合
極地の交易港によって結成された経済連合体。その特殊な地理環境によってパニシングの濃度は長らく低〜中度に維持されており、シベリアの森林を拠点とする人馬型の亜人型構造体の組織「守林人」によって侵蝕体の脅威から守られていた。
黒野
空中庭園内の実態不明な組織。半ば公式半ば非公式な存在。実働部隊として黒野特殊作戦班を持つ。
スカベンジャー
武装した流民の集団。
異重合塔
無数の高濃度パニシングで構成された塔

## 登場キャラクター

### 空中庭園

#### グレイレイヴン隊
空中庭園に属する精鋭執行部隊。
指揮官
プレイアブルキャラクター
ルシア
声 - 石川由依
「グレイレイヴン」隊長。第1期の軍用構造体。
リーフ
声 - 茅野愛衣→伊藤美来
グレイレイヴン隊の補助構造体。ホワイトスワンからの転属でさらにその前は衛生兵だった。隊内で唯一の受勲者。
リー
声 - 松岡禎丞
グレイレイヴン隊のメカニカル担当。元黒野特殊作戦班所属。

#### ストライクホーク隊
空中庭園の偵察部隊。
クロム
声 - 平川大輔
ストライクホークの隊長。
カムイ
声 - 福山潤
ストライクホークの隊員。
パンジ
声 - 石田彰
ストライクホークの隊員。
カム
声 - 福山潤
籍こそストライクホーク隊においているが、実際にはレイヴン隊の指揮下で特別派遣執行者として勤務している構造体。

#### 粛清部隊
ビアンカ
声 - 川澄綾子
粛清部隊の隊長
セン
粛清部隊の副隊長

#### 工兵部隊
カレニーナ
声 - 戸松遥
工兵部隊の隊長。コスモス技師組合出身
ドールベア
声 - 千本木彩花
工兵部隊の副隊長。

#### ケルベロス隊
マレー
作戦部所属でケルベロスの名目上の指揮官。リーの実弟。
ヴィラ
声 - 井上麻里奈
ケルベロス隊の隊長で「黒野」特殊作戦班のメンバー。元衛生兵。
21号
声 - 水瀬いのり
ケルベロス隊隊員
ノクティス
声 - 小西克幸
ケルベロス隊隊員。元粛清部隊隊員。

#### 考古小隊
アイラ
声 - 伊藤静
空中庭園出身の「ニューエイジャー」で、世界政府芸術協会にも籍を置く考古小隊の一員。
セレーナ
声 - 佐藤聡美
ニューエイジャーの元オペラ作家。

#### ホワイトスワン
バネッサ
ホワイトスワンの指揮官。 指揮官とは士官学校の同期。
バンビナータ
声 - 日高里菜
ホワイトスワンの隊員。

#### その他
ナナミ
声 - 田中美海
所属部隊不明の機械体
ハセン議長
地球奪還戦線最高指導者。
ニコラ
空中庭園軍事総司令官。
アシモフ
声 - 田中啓太郎
空中庭園科学理事会の最高級技術官で技術部門の主管。
グリース
黒野の幹部。
黒野ヒサカワ
スターオブライフ所属の医師
セリカ
空中庭園の本部のオペレーター。
イシュマエル
声 - 能登麻美子
監察院所属の構造体。
レオナルド・ノルマン
ノルマン家の長男にしてノルマン国際鉱業会社の代表。

### オブリビオン
ワタナベ
声 - 細谷佳正
「オブリビオン」のリーダー。
バラード

### アディレ商業連盟
ジャミラ
アディレ商業連盟の指導者。
ソフィア
声 - 小清水亜美
アジール号出身の孤児で、アディレ商業連盟の使節。整備部隊所属。
常羽
声 - 花江夏樹
九龍出身の少年。現在は王政派の護衛。

### 北極航路連合
ロゼッタ
声 - 沢城みゆき
守林人のリーダー
ディアンナ
ロゼッタが不在の間、臨時のリーダーを務めていた鹿型の構造体。

### 九龍連合体
曲
声 - 大原さやか
九龍の首領。構造体。
蒲牢
声 - 長縄まりあ
「九龍衆」の一人。
ヴィリアー
曲の弟。本名は「黛」。

### 機械教会
アルカナ
機械教会の創設者。
ハカマ
声 - 田中理恵
コードネーム「隠者」。

### 昇格者

#### ルナ一味
ルナ
声 - 釘宮理恵
昇格ネットワークの代行者
α
声 - 石川由依
015号都市の作戦でグレイレイヴン隊が初接触した謎の侵蝕体。ルナの腹心の一人。
ロラン
声 - 遊佐浩二
ルナの腹心
ラミア
声 - 後藤沙緒里
ルナの腹心
ガブリエル
ルナの側近

#### フォン・ネガット一味
フォン・ネガット
声 - 眞對友樹也
昇格ネットワークの代行者
惑砂
声 - 伊瀬茉莉也
フォン・ネガットの腹心
リリス
声 - 芹澤優
フォン・ネガットの腹心

### その他
アリサ
声 - 安済知佳
「ユートピア」出身の構造体。
コレドール
声 - 三浦千幸
パニシング赤潮の化身。
カイウス
声 - 近貞月乃
ジェタヴィ
声 - 佐倉綾音
ドミニク
黄金時代における科学理事会の首席エンジニア

## 反応
レビュー収集サイトMetacriticによると、『パニシング:グレイレイヴン』は「総合的に好意的な批評」を受けた。
2020年7月の時点で、このゲームは2000万回以上ダウンロードされている。 

## ぱにぐれ劇場
『ぱにぐれ劇場』は、大火鸟文化によって制作された短編Webアニメーション。2020年10月27日からBilibiliで配信された他、2022年11月23日にはYouTubeでの配信も開始された。

## コラボレーション
- デビルメイクライ5
- ヴィレッジヴァンガード
- シャム猫あずき
- ブラック★ロックシューター
- ニーア オートマタ